# Парвоз
«Парвоз — Международный аэропорт» — таджикский футбольный клуб, представляющий посёлок Гафуров и Гафуровский район, ныне — участник первой лиги чемпионата Таджикистана.

## История
Клуб основан под названием «Авиатор» (Чкаловск) не позднее 2001 года, когда он начал выступать в чемпионате Согдийской области.
В 2003 году «Авиатор» был включен в число участников Высшей лиги чемпионата Таджикистана (ранее в 1993-1995 годах город Чкаловск был представлен в элитном дивизионе командой «Сайхун»).
Клуб возглавлял известный тренер Шариф Назаров. Первый матч в чемпионате команда провела 23 марта 2003 года, одержав крупную выездную победу 6:1 над СКА-«Хатлоном» из Пархара.
В своём дебютном сезоне «Авиатор» завоевал бронзовые награды, пропустив вперёд только признанного лидера тех лет — «Регар-ТадАЗ» и своих земляков из ФК «Худжанд». В следующем сезоне бронзовый успех был повторен, и впервые одержана победа в Кубке Таджикистана — в финальном матче со счётом 5:0 разгромлена «Уротеппа».
Перед началом сезона-2005 клуб был переименован в «Парвоз» (в переводе с таджикского «полёт») и окончательно стал представлять весь Гафуровский район. В 2005 году команда в третий раз подряд выиграла бронзовые медали. На следующий год серия была прервана — «Парвоз» оказался четвёртым.
Наивысшего успеха клуб добился в 2007 году — занял второе место в чемпионате (всего в 4-х очках от чемпиона «Регар-ТадАЗ», которому нанёс единственное поражение), а также во второй раз выиграл Кубок страны, в финале которого была повержена столичная «Хима» (1:0). В 2008 году «Парвоз» во второй раз подряд завоевал серебро.
Спонсорами клуба были (по состоянию на 2009 год) ГУАП «Таджик эйр», Худжандский аэропорт и Согдийское авиапредприятие. Но, начиная с сезона-2009, команда потеряла прежние объёмы финансирования и выступала не так уверенно, занимая места в середине или во второй половине таблицы.
В Кубке Таджикистана наивысшим успехом за последние 6 лет стал выход в полуфинал в 2013 году. «Парвоз» практически не привлекает легионеров и игроков из других регионов, опираясь на местных воспитанников и ветеранов.
2013-2023
За последние десятилетие «Парвоз» опустился до второй лиге Таджикистана из-за финансовых проблем но продолжал существовать благодаря бывшему тренеру молодежной команды Алишера Полвоновом который продолжал поддерживать команду на существование. 2023 году заняла первое место во втрой лиге Таджикистана и получила право участвовать в первой лиге.
2024
«Парвоз» начало оживать к новому сезону готовились основательно появились источники финансирования и спонсоры, провели учебно-тренировочные сборы подписали ряд новых игроков и пополнили тренерский штаб специалистами. Обновили газон, помещение для переодевания команд и установили ограждение на трибуны. К июлю 2024 года после 6 сыгранных туров не имеет ни одного поражения вставлять цель выйти в высшую лигу Таджикистана 

## Достижения
- Обладатель Кубка Таджикистана (2): 2004, 2007.
- Серебряный призёр чемпионата Таджикистана (2): 2007, 2008.
- Бронзовый призёр чемпионата Таджикистана (3): 2003, 2004, 2005.
- Бронзовый призёр международного кубка туркменстана 2005.
- Обладатель кубка Согдийской области 2001.
- Золотой призёр второй лиге Таджикистана 2023.

## Названия
- 2001—2004 — «Авиатор» (Чкаловск).
- 2004 — «Авиатор» (Бободжан Гафуров).
- 2005 — н. в. — «Парвоз» (Бободжан Гафуров).

## Тренеры
- Назаров, Шариф Назарович (2003—2005)
- Нурматов Тохир (~2007—2009)
- Каримов Хамид (2009—2010)
- Джураев Мухаммад (2011 — 2018)
- Полвонов Алишер (2018 —н.в. Главный тренер)
- Шухтрах Хасанов (2024–н.в тренер вратаря)